# Petar Christoskow
Petar Christoskow (auch Petar Hristoskov geschrieben, bulgarisch Петър Христосков; * 8. März 1917 in Sofia; † 19. Juni 2006 ebenda) war ein bulgarischer Komponist, Geiger und Musikpädagoge.
Christoskow studierte Violine an der Staatlichen Musikakademie bei Sascha Popow und war bereits während dieser Zeit Mitglied des Königlichen Sinfonieorchesters. Von 1940 bis 1943 spezialisierte er sich an der Berliner Musikakademie auf Violine und Kammermusik bei Gustav Havemann und Hans Mahlke. Er gab daneben erfolgreich Konzerte in Berlin, München, Wien und Salzburg.
Nach seiner Rückkehr nach Bulgarien wurde er Konzertmeister des Sinfonieorchesters Sofia, setzte seine Laufbahn als Violinsolist fort und wurde Mitglied des Trios von Dimitar Nenow und Konstantin Popow. Nach Nenows Tod 1953 arbeitete er im Duo mit seiner Frau, der Pianistin Zlatka Arnaudova. Seit 1945 unterrichtete er an der Staatlichen Musikakademie in Sofia, 1950 wurde ihm der Professorentitel verliehen.
Seine Laufbahn als Komponist begann Christoskow erst 1952. Er komponierte u. a. eine Vokalise für Sopran, Alt, und Sinfonieorchester, ein Tripelkonzert für Klavier, Violine und Cello, ein Doppelkonzert für Violine und Cello, ein Klavier-, ein Violin- und ein Cellokonzert, eine Suite für Streichorchester sowie verschiedene kammermusikalische Werke.